# Crnoljevo
Carralevë en albanais et Crnoljevo en serbe latin (en serbe cyrillique : Црнољево) est une localité du Kosovo située dans la commune/municipalité de Shtime/Štimlje, district de Ferizaj/Uroševac (Kosovo). Selon le recensement kosovar de 2011, elle compte 1 146 habitants, tous albanais.

## Démographie

### Évolution historique de la population dans la localité
| 1948 | 1953 | 1961 | 1971 | 1981 | 1991  | 2011  |
| ---- | ---- | ---- | ---- | ---- | ----- | ----- |
| 616  | 693  | 705  | 855  | 976  | 1 011 | 1 146 |

|  |